# Lennon (Michigan)
Lennon é uma vila localizada no estado americano de Michigan, no Condado de Genesee e Condado de Shiawassee.

## Demografia
Segundo o censo americano de 2000, a sua população era de 517 habitantes.
Em 2006, foi estimada uma população de 503, um decréscimo de 14 (-2.7%).

## Geografia
De acordo com o United States Census Bureau tem uma área de
2,4 km², dos quais 2,4 km² cobertos por terra e 0,0 km² cobertos por água.

## Localidades na vizinhança
O diagrama seguinte representa as localidades num raio de 16 km ao redor de Lennon.